# Ljoelin (gemeente)
Ljoelin (Bulgaars: Люлин) is een van de 24 districten van Sofia. Het is een relatief nieuw district. De infrastructuurwerken begonnen in 1971 en het eerste appartementsrecht werd gevestigd in 1973. Het complex is vernoemd naar de nabijgelegen Ljoelin-berg. Het is een populaire plek om te wonen, omdat het vervoer gunstig is en het onroerend goed relatief goedkoop is vergeleken met andere districten.

## Bevolking
Op 1 februari 2011 werden er 114.813 inwoners geteld in het district, waarmee het qua inwoners het grootste district in Sofia is. De grootste etnische groepen zijn de Bulgaren (95%) en de Roma (3,6%).

## Behuizing
Ljoelin staat bekend als een "betonnen jungle" (volgens Bulgaarse normen), aangezien er veel flatgebouwen, met 8-13 verdiepingen, in het district bestaan. Desondanks heeft het district een landelijk karakter (er zijn schapenherders die hun vee laten grazen en af en toe zie je nog steeds een paardenkar in een straat).
Een groot deel van de appartementen is in slechte staat, maar worden recentelijk op kosten van de burgers gerenoveerd (warmte-isolatie, airconditioning, verf, e.d.). Er worden echter veel nieuwe appartementen gebouwd die veel meer comfort bieden. Nieuwe flatgebouwen zijn zelden groter dan 6 of 8 verdiepingen, zijn vooraf geïsoleerd, hebben ondergrondse garages en maisonnettes. Een gemiddeld appartement is klein, zo'n 80 vierkante meter.

## Transport
Er zijn verschillende bus- en tramlijnen (8), twee trolleybuslijnen (6 en 7) en de metro van Sofia (haltes Ljoelin, Slivnitsa en Zapaden park).

## Criminaliteit
Ljoelin wordt vaak geassocieerd met criminaliteit. Er hebben een groot aantal misdaadgerelateerde gebeurtenissen plaatsgevonden in het district. Bij een incident werden twee politieagenten gedood tijdens een vuurgevecht met bendes. In 2008 werd een 41-jarige bouwtechnische zakenman doodgeschoten toen hij zijn flat binnenkwam. In 2011 werd een 68-jarige vrouw op een brute wijze beroofd en later vermoord. Een soortgelijke gebeurtenis vond plaats in mei 2017, toen een 40-jarige vrouw werd beroofd en vermoord. In 2014 raakte de 28-jarige eigenaar van een uitvaartsbureau zwaar gewond bij een schietpartij. In 2018 werd een 24-jarige verhuurder doodgestoken door zijn huurder.

## Galerij

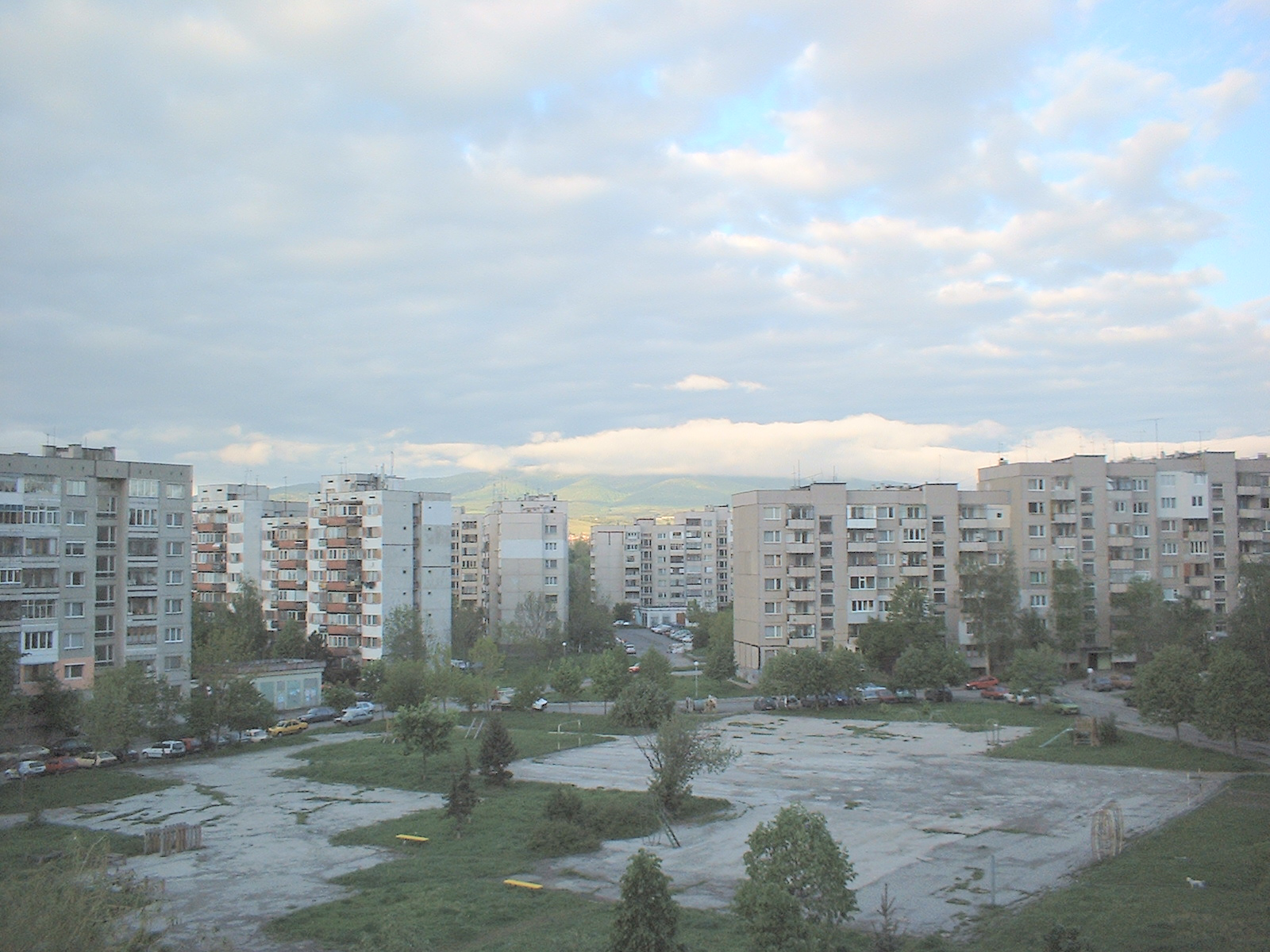
Uitzicht op de 6e microregio van Ljoelin
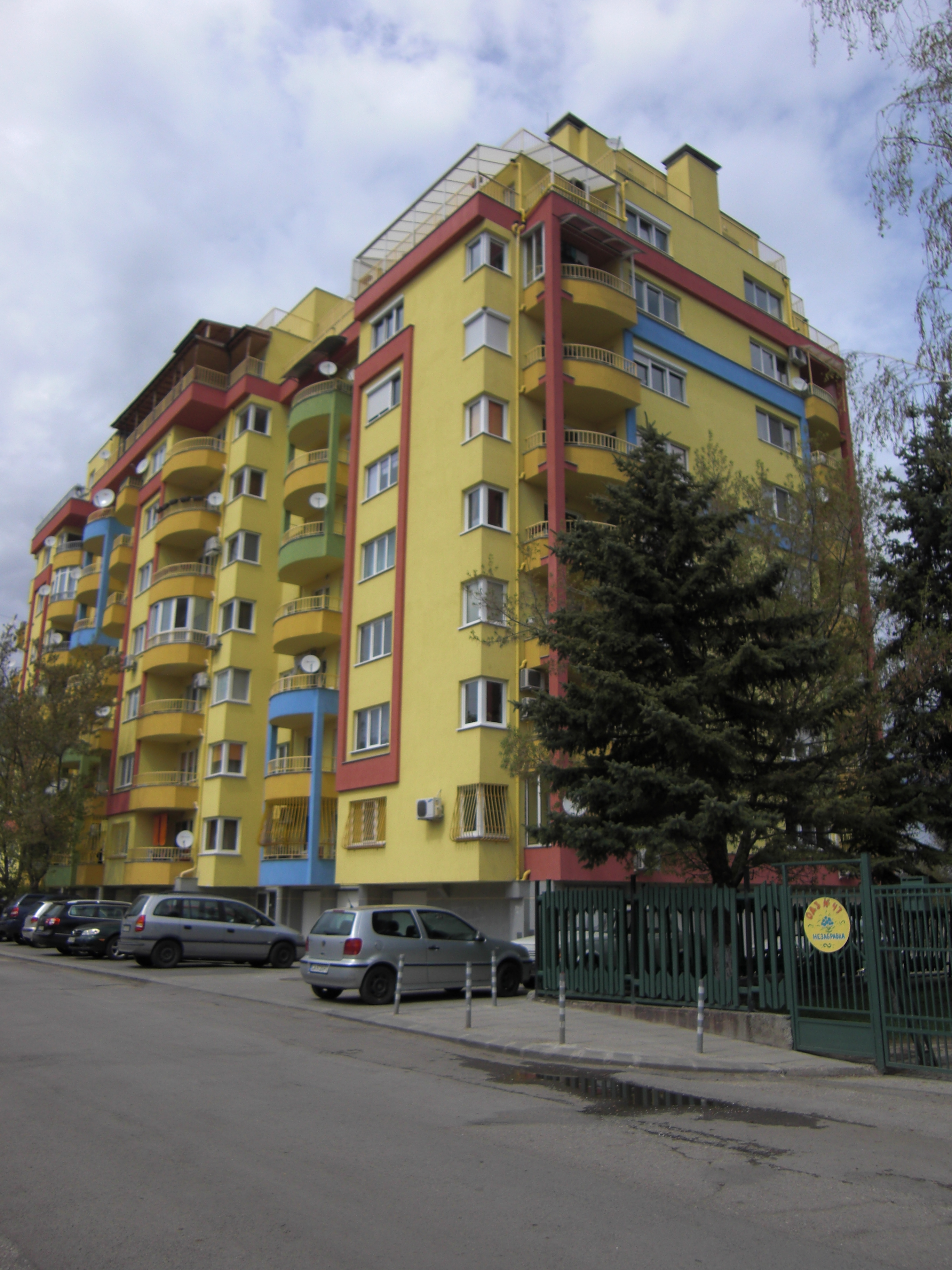
Moderne flatgebouwen in Ljoelin